# Gabrielle Magnenat
Gabrielle Magnenat est une sportive de ski-alpinisme née le 17 février 1980 à Vaulion dans le canton de Vaud en Suisse.
Elle commence le ski-alpinisme en 1998 et participe la même année à la Nocturne de Morgins où elle remporte l'épreuve. Native de Vaulion, elle est membre du ski-club de son village et réside à l'Auberson. Elle y est engagée comme sportive d'élite chez les garde-frontières ce qui lui permet d'exercer dans le cadre de sa profession sa passion pour le ski.
Gabrielle est engagée pour défendre le fair-play dans les compétitions et partage son expérience.
En 2011, elle épouse Grégory Gachet qui est un skieur-alpiniste français. Ensemble ils participent à de nombreuses compétitions en ski-alpinisme comme la Montée des Raveillus ou la Dynafit Ski Touring de Courchevel.

## Palmarès (sélection)
- 2002 :
  - 10e des Championnats du monde de ski-alpinisme par équipe avec Andrea Zimmermann
- 2003 :
  - 7e des Championnats d'Europe de ski-alpinisme en individuel
- 2004 :
  - 8e des Championnats du monde de ski-alpinisme par équipe avec Andrea Zimmermann
- 2005 :
  - 1re de la World Cup team
  - 1re des Championnats d'Europe en relais avec Cristina Favre-Moretti and Isabella Crettenand-Moretti
  - 2e des Championnats d'Europe par équipe avec Catherine Mabillard
  - 2e du Mountain Attack marathon[5] en Autriche
  - 4e des Championnats d'Europe en individuel
- 2006 :
  - 1re au Tour du Rutor en équipe avec Gloriana Pellissier[6]
  - 2e des Championnats du monde de ski-alpinisme en relais avec Nathalie Etzensperger, Catherine Mabillard et Séverine Pont-Combe
  - 2e du Mountain Attack marathon[5]
  - 3e du Trophée des Gastlosen par équipe avec Jeanine Bapst[7]
  - 6e des Championnats du monde de ski-alpinisme par équipe avec Andrea Zimmermann
- 2007 :
  - 3e des Championnats d'Europe en relais avec Catherine Mabillard et Nathalie Etzensperger
  - 6edes Championnats d'Europe par équipe avec Marie Troillet
  - 7e des Championnats d'Europe en individuel
  - 8e des Championnats d'Europe en combiné
- 2008 :
  - 1re des Championnats du monde en relais avec Marie Troillet, Nathalie Etzensperger et Séverine Pont-Combe
  - 2e des Championnats du monde en course de longue distance (montée +2 500 m / descente -2 700 m)
  - 3e des Championnats du monde par équipe avec Catherine Mabillard
  - 8e de la World Cup race, Val d'Aran
- 2009 :
  - 2e des Championnats d'Europe en relais avec Nathalie Etzensperger et Séverine Pont-Combe
  - 2e des Championnats d'Europe par équipe avec Nathalie Etzensperger
  - 5e des Championnats d'Europe en combiné
  - 6e des Championnats d'Europe en individuel
- 2010 :
  - 2e des Championnats du monde en relais avec Marie Troillet et Nathalie Etzensperger[8]
- 2011:
  - 1re des Championnats du monde en relais avec Nathalie Etzensperger et Mireille Richard
  - 3e des Championnats du monde en sprint
  - 3e des Championnats du monde par équipe avec Séverine Pont-Combe
  - 5e des Championnats du monde en individuel
  - 5e des Championnats du monde en vertical race
- 2012 :
  - 2e de la Patrouille de la Maya[9] avec Marie Troillet et Nathalie Etzensperger

### LaPatrouille des Glaciers
- 2004 : 2e avec Andrea Zimmermann et Jeanine Bapst
- 2006 : 1re et record de la course avec Catherine Mabillard et Séverine Pont-Combe
- 2008 : 1re et record de la course avec Nathalie Etzensperger et Séverine Pont-Combe

### LaPierra Menta
- 2007 : 5e avec Andrea Zimmermann
- 2008 : 3e avec Séverine Pont-Combe
- 2009 : 2e avec Séverine Pont-Combe
- 2010 : 4e avec Marie Troillet
- 2011 : 3e avec Marie Troillet
- 2012 : 3e avec Mireille Richard[10],[11]

### Trofeo Mezzalama
- 2011 : 4e avec Émilie Gex-Fabry et Corinne Favre[12]